# Mussaenda macrophylla
Mussaenda macrophylla är en måreväxtart som beskrevs av Nathaniel Wallich. Mussaenda macrophylla ingår i släktet Mussaenda och familjen måreväxter.

## Underarter
Arten delas in i följande underarter:
- M. m. grandisepala
- M. m. brevipilosa
- M. m. macrophylla